# حافة الفوضى

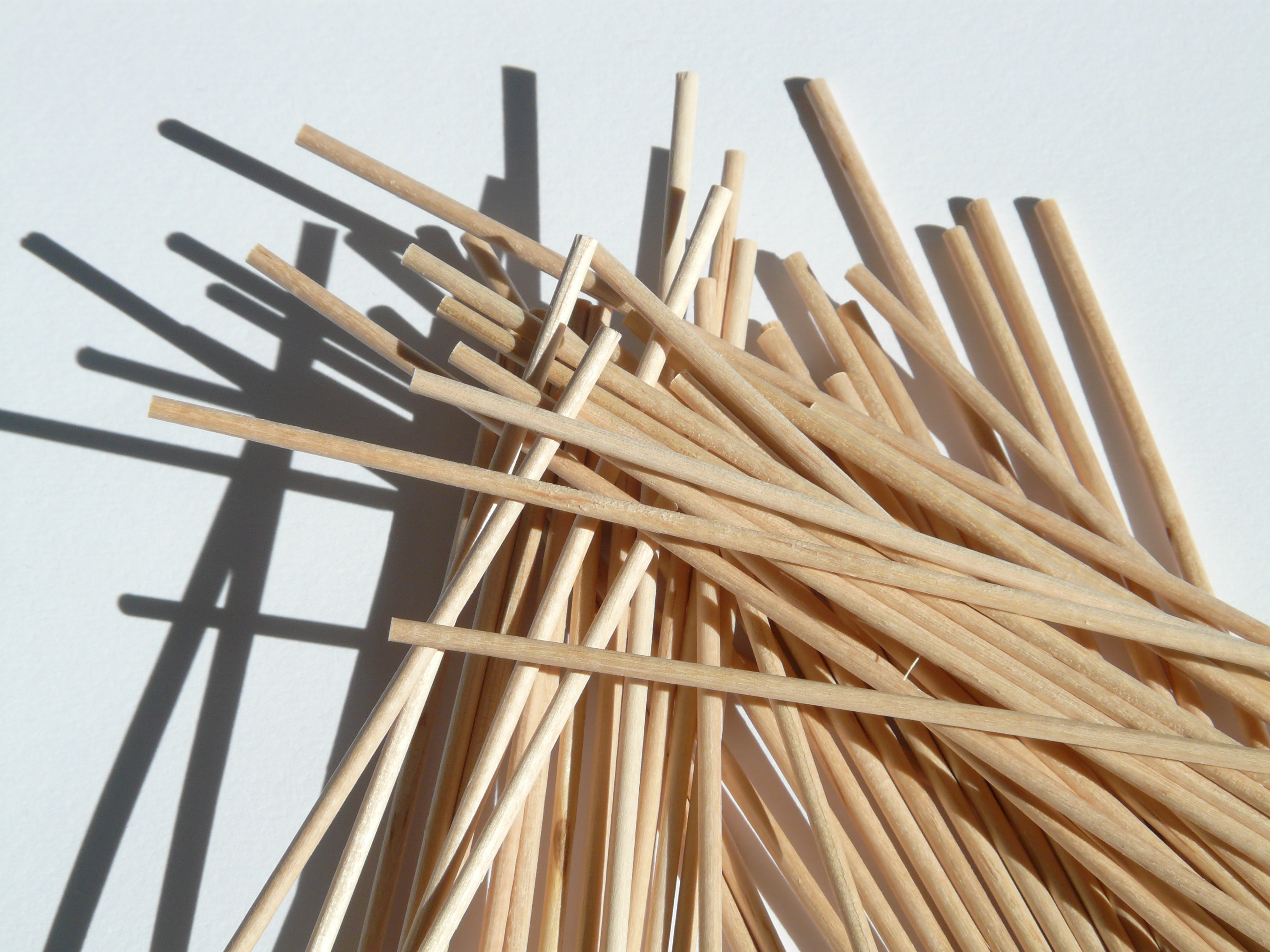
قال الدكتور روبرت بيلدر أستاذ الطب النفسي وعلم النفس : تحدث التغييرات الإبداعية حقًا والتحولات الكبيرة على حافة الفوضى.

حافة الفوضى هي فترة انتقالية من عدم الاستقرار المحدود بين النظام والفوضى والتي تولد تفاعلًا ديناميكيًا مستمرًا بين النظام والفوضى.
تظهر حافة الفوضى تظهر ضمن مجموعة متنوعة من الأنظمة المحيطه بنا ولها العديد من التطبيقات في مجالات مثل علم البيئة وإدارة الأعمال وعلم النفس والعلوم السياسية ومجالات أخرى من العلوم الاجتماعية، أظهر الفيزيائيون أن التكيف مع حافة الفوضى يحدث في جميع الأنظمة تقريبًا نتيجه رد فعل الأنظمة وظهور التنظيم الذاتي.

## تاريخ التعبير
كانت إحدى المحفزات الأصلية التي أدت إلى فكرة حافة الفوضى هي التجارب التي أجراها عالم الكمبيوتر كريستوفر لانغتون مع الأوتوماتا الخلوية حيث تم اكتشاف ظاهرة انتقالية حافة الفوضى وقد تمت صياغة العبارة من قبل عالم الفيزياء نورمان باكارد وقد شارك باكارد وعالم الرياضيات دوين فارمر في تأليف العديد من الأوراق البحثية حول فهم كيفية ظهور التنظيم الذاتي والنظام على حافة الفوضى.
تشير العبارة إلى منطقة في نطاق متغير λ (لامدا) والتي كانت متنوعة أثناء فحص سلوك الإنسان الآلي
وقد درس ستيوارت كوفمان النماذج الرياضية للأنظمة المتطورة التي يتم فيها تعظيم معدل التطور بالقرب من حافة الفوضى
في العلوم بشكل عام: أصبحت العبارة تشير إلى أن بعض الأنظمة الفيزيائية والبيولوجية والاقتصادية والاجتماعية تعمل في منطقة بين النظام وإما العشوائية الكاملة أو الفوضى حيث يكون التعقيد في أقصى درجاته
أيضًا تم استعارة العبارة من قبل مجتمع الأعمال ويتم استخدامها أحيانًا بشكل غير لائق وفي سياقات بعيدة عن النطاق الأصلي لمعنى المصطلح. 

## التكيف مع حافة الفوضى
يلعب التكيف مع حافة الفوضى دورًا حيويًا لجميع الكائنات والأنظمة الحيوية فكل منهم يغير باستمرار خصائصهم الداخلية لتناسب تغيرات البيئة الحالية المحيطه
إن أهم أدوات التكيف هي عوامل الضبط الذاتي المتأصلة بالأنظمة الطبيعية حتى تجنب الفوضى
يشير «التكيف مع حافة الفوضى» إلى أن أنظمة التكيفية المعقدة تتطور بشكل حدسي نحو نظام قريب من الحد الفاصل بين الفوضى والنظام.
وقد أظهرت الفيزياء أن حافة الفوضى هي فتره الإعدادات المثلى للتحكم في النظام وأيضًا إنها إعداد اختياري يمكن أن يؤثر على قدرة النظام المادي على أداء وظائف قابله للتوقع
بأنظمة التكيفية المعقدة : يحدث التطور المشترك عمومًا بالقرب من حافة الفوضى، ويجب الحفاظ على التوازن بين المرونة والاستقرار لتجنب الفشل الهيكلي
كرد فعل على التأقلم مع البيئات المضطربة تبرز المرونة والإبداع وخفة الحركة والابتكار كأنظمة التكيفية المعقدة بالقرب من حافة الفوضى.
نظرًا لأهمية التكيف في معظم النظم الطبيعية فإن التكيف مع حافة الفوضى يحتل مكانة بارزة في العديد من الأبحاث العلمية.
أظهر الفيزيائيون أن التكيف مع حالة حدود الفوضى والنظام يحدث في مجموعة قواعد آليه الخلوية التي تعمل على تحسين الأداء المتطور باستخدام الخوارزمية الجينية. أبسط نموذج للديناميكيات الفوضوية هو الخريطة اللوجيستية حيث تُظهر القدرة ذاتية الضبط التكيف مع حافة الفوضى. مما بمكن بالتنبؤ بموقع نظام البارامتر الضيق بالقرب من الحدود التي يتطور إليها النظام